# Bazarak (Panshir)
Bazarak (en persa: بازارک) es una ciudad del valle de Panshir, en el norte de Afganistán. También es la capital de la provincia de Panjshir. La tumba del señor de la guerra Ahmad Shah Masud, conocido como el "El León de Panjshir", se encuentra en la ciudad.

## Entidades de población
De Bazarak dependen un total de seis entidades de población:
- Khanez
- Jangalak
- Malaspa
- Parandeh
- Rahmankhil

- Datos: Q1982148